# Liste der Biografien/Engs
Liste der Biografien |
Portal Biografien |
Personensuche
# |
A |
B |
C |
D |
E |
F |
G |
H |
I |
J |
K |
L |
M |
N |
O |
P |
Q |
R |
S |
T |
U |
V |
W |
X |
Y |
Z |
?
 
Ea |
Eb |
Ec |
Ed |
Ee |
Ef |
Eg |
Eh |
Ei |
Ej |
Ek |
El |
Em |
En |
Eo |
Ep |
Eq |
Er |
Es |
Et |
Eu |
Ev |
Ew |
Ex |
Ey |
Ez
 
Ena |
Enb |
Enc |
End |
Ene |
Enf |
Eng |
Enh |
Eni |
Enj |
Enk |
Enl |
Enm |
Enn |
Eno |
Enq |
Enr |
Ens |
Ent |
Enu |
Env |
Enw |
Enx |
Eny |
Enz
 
Enga |
Engb |
Engd |
Enge |
Engf |
Engg |
Engh |
Engi |
Engj |
Engl |
Engm |
Engn |
Engo |
Engq |
Engr |
Engs |
Engu |
Engv |
Engw
Die Liste der Biografien führt alle Personen auf, die in der deutschsprachigen Wikipedia einen Artikel haben. Dieses ist eine Teilliste mit 33 Einträgen von Personen, deren Namen mit den Buchstaben „Engs“ beginnt.

## Engs
- Engs, George (1786–1846), US-amerikanischer Politiker

### Engse
- Engseth, William (* 1933), norwegischer Politiker

### Engst
- Engst, Erwin (1918–2003), US-amerikanischer Agronom, Milchbauer und Berater der chinesischen Regierung
- Engst, Fred (* 1952), Ökonom und Historiker
- Engst, Georg (1930–2021), deutscher Bildhauer
- Engst, Maurice (* 1999), deutscher Schauspieler
- Engst, Rudolf (1920–1995), deutscher Chemiker
- Engst, Werner (1930–2005), deutscher Politiker (SED), MdV
- Engstfeld, Albert (1876–1956), deutscher Maler
- Engstfeld, Axel (* 1953), deutscher Regisseur und Produzent
- Engstfeld, Peter Friedrich (1793–1848), deutscher Organist und Kirchenlieddichter
- Engstfeld, Stefan (* 1970), deutscher Politiker (Bündnis 90/Die Grünen), MdL
- Engstfeld, Wolfgang (1950–2023), deutscher Jazzmusiker (Saxophon, Komposition)
- Engstler, Achim (* 1959), deutscher Schriftsteller
- Engstler, Elisabeth (* 1960), österreichische Fernsehmoderatorin und SängerinElisabeth Engstler (* 1960)

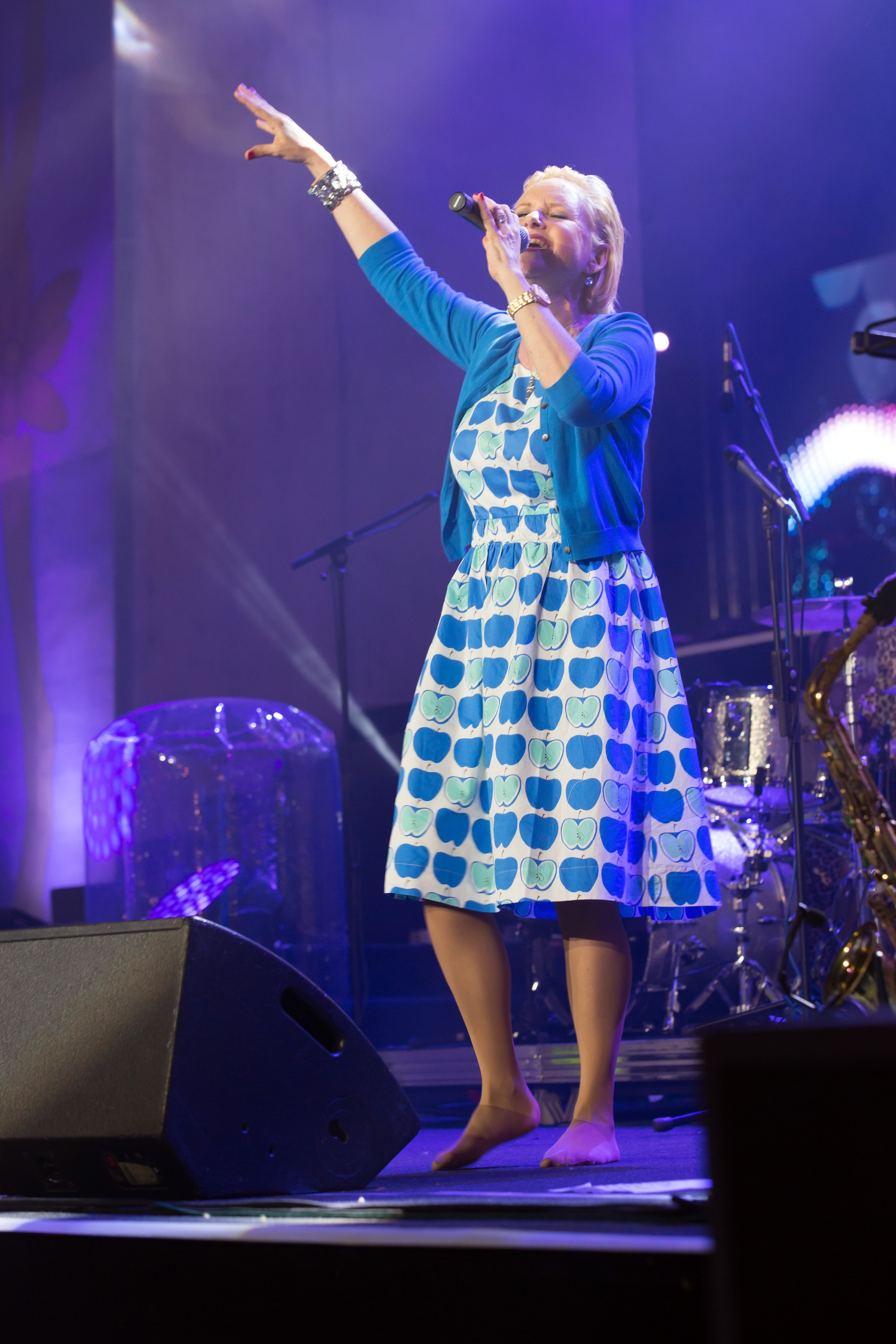
Elisabeth Engstler (* 1960)

- Engstler, Franz (* 1961), deutscher Automobilrennfahrer
- Engstler, Horst (1933–2002), deutscher Politiker (CDU), MdL
- Engstler, Johann Peter († 1752), Maler und Stuckateur
- Engstler, Kurt (* 1949), österreichischer Skirennläufer und Trainer
- Engstler, Luca (* 2000), deutscher AutomobilrennfahrerLuca Engstler (* 2000)

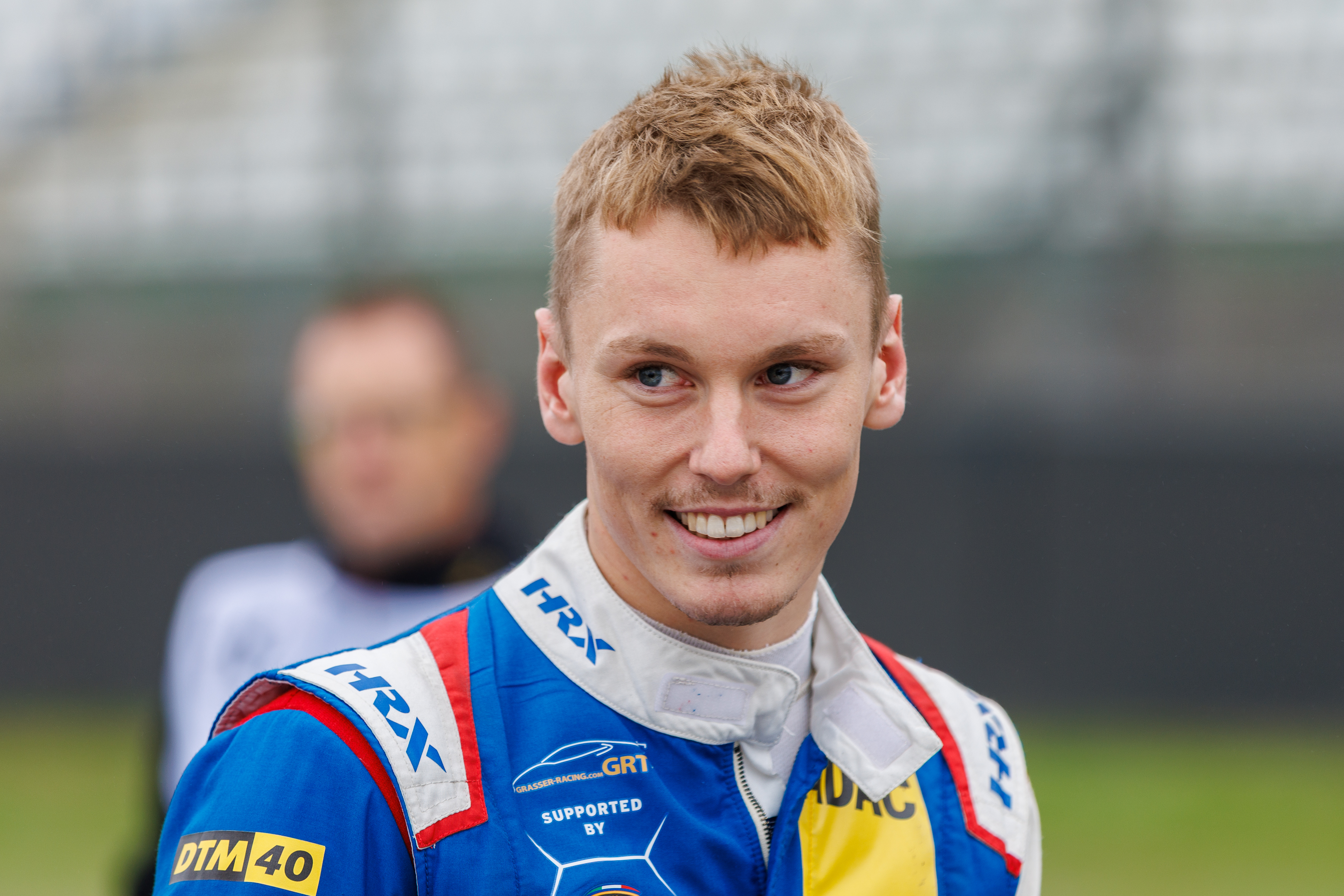
Luca Engstler (* 2000)

- Engstrom, Alfred Garvin (1907–1990), US-amerikanischer Romanist
- Engström, Christian (* 1960), schwedischer Programmierer und Politiker (Piratparti), MdEP
- Engström, Hillevi (* 1963), schwedische Politikerin, Mitglied des Riksdag, Ministerin
- Engstrom, Howard (1902–1962), amerikanischer Mathematiker, Hochschullehrer, Geheimdienstmitarbeiter und Unternehmer
- Engström, Ingemo (* 1941), deutsche Filmregisseurin und Drehbuchautorin
- Engström, Leander (1886–1927), schwedischer Maler
- Engström, Lilly (1843–1921), schwedische Lehrerin und Frauenrechtlerin
- Engström, Linnéa (* 1981), schwedische Politikerin der Grünen und Mitglied des Europäischen Parlaments
- Engström, Mikael (* 1961), schwedischer Schriftsteller
- Engstrom, Molly (* 1983), US-amerikanische Eishockeyspielerin
- Engström, Stig (1934–2000), schwedischer Grafikdesigner, Hauptverdächtiger im Mordfall Olof Palme
- Engström, Stig (* 1942), schwedischer Schauspieler
- Engström, Vilhelm Oskar (1830–1877), schwedischer Genre- und Tiermaler